# クラシミル・アヴラモフ
クラシミル・アヴラモフ（ブルガリア語:Красимир Аврамов / Krasimir Avramov）は、ブルガリア、スリヴェン出身の歌手。国立演劇映画アカデミー卒業。アヴラモフは4オクターブの声域を持つソプラノ歌手である。

## 来歴
教授のヴァシル・インジェフ（Васил Инжев / Vasil Indzhev）の下でパントマイムを学んだが、その後歌手の道へ転進した。初のスタジオ・アルバム『Мълчаливи гласове』は1997年に発売され、ブルガリアのヒット・チャートの首位に立った。その後アヴラモフはアメリカ合衆国のロサンゼルスに移る。ロサンゼルスでは2005年にアルバム『Popera』が「Superstar of the Year」を受賞し、ハリウッドのコダック・シアターでソロ・コンサートを開く。
ライオネル・リッチーは、アヴラモフの歌唱に関して、次のように述べている:

### ユーロビジョン・ソング・コンテスト2009
クラシミル・アヴラモフは、ロシアのモスクワで行われるユーロビジョン・ソング・コンテスト2009のブルガリア代表を選ぶ国内選考に、楽曲「Illusion」で参加し、2009年2月21日に優勝を決めた。これによってアヴラモフは、2009年5月の同大会にブルガリア代表として参加することとなった

## アルバム
- Мълчаливи гласове（1997年）
- Popera（2005年）
  1. Bolero
  2. Just Let It Be
  3. Memories
  4. S.O.S.
  5. Confession
  6. Aria
  7. Ocean
  8. Madness Of Greatness
  9. You Are
  10. Set Me Free